# Juva
Juva è un comune finlandese di 5769 abitanti, situato nella regione del Savo Meridionale.
Nei pressi del raccordo ferroviario si trova lo spazio espositivo Puutaitonäyttely, comprendente più di 500 sculture in legno eseguite da 40 artisti, nella maggior parte dei casi realizzate per mezzo di una motosega.